# León VII
León VII (Roma, (¿?) - Roma, 13 de julio del 939) fue el 126.º papa de la Iglesia católica, del 936 al 939.
Tras la muerte de Juan XI, su hermanastro Alberico II hizo elegir nuevo papa a León VII, un monje benedictino que se plegaría totalmente a los deseos de su protector, al igual que en los decenios anteriores lo hicieron sus predecesores con Marozia, la madre de Alberico.[cita requerida]
Así intervino mediando entre su protector Alberico y Hugo de Arlés, el tercer marido de Marozia, que como rey de Italia le disputaba el poder sobre Roma. León VII convenció a Odón, el abad de Cluny, para que se desplazara a Roma e interviniera en la disputa, que se solucionó con el matrimonio entre Alberico y la hija de Hugo, Alda.[cita requerida]
Esta visita de Odón a Roma fue aprovechada por este para convencer al Papa y a Alberico para que le prestaran su apoyo en la reorganización del monacato que pretendía llevar a cabo, no solo en la zona de Borgoña, donde se situaba la abadía, sino en toda Europa.[cita requerida]
Nombró vicario apostólico y legado pontificio, en Alemania, al arzobispo de Maguncia, Federico, a quien prohibió que bautizara a la fuerza a los judíos alemanes, aunque le autorizó a que los expulsara de las ciudades si rehusaban dicho sacramento.